# Талла (река)
Талла — река в России, протекает в Оренбургской области. Устье реки находится в 145 км по правому берегу реки Боровка. Длина реки составляет 14 км, площадь водосборного бассейна — 165 км². Есть левый приток — река Иртек. Название — из башкирского тал — «тальник», таллы — «ивовый». По реке получило наименование село Таллы Грачевского района Оренбургской области (основано во второй половине XVIII века).

## Данные водного реестра
По данным государственного водного реестра России, Талла относится к Нижневолжскому бассейновому округу, водохозяйственный участок реки — Самара от водомерного поста у села Елшанка до города Самара (выше города), без реки Большой Кинель. Речной бассейн реки — Волга от верховий Куйбышевского водохранилища до впадения в Каспий.
Код объекта в государственном водном реестре — 11010001112112100007422.